# Škoda Ahoj!
Škoda Ahoj! (cz. Ahoj! - pol. Cześć) − makieta samochodu koncepcyjnego marki Škoda zaprojektowana na początku XXI wieku pod przewodnictwem głównego projektanta marki, Thomasa Ingenlatha. Błękitną makietę pojazdu zaprezentowano publicznie w kilku miejscach, w sezonie 2002.
Pojazd oparto na płycie podłogowej Fabii I generacji. Z założenia pojazd ten miał być autem dla młodych ludzi. Projekt wzbogacono o rozwiązania takie jak m.in. modularna tablica przyrządów mieszcząca w sobie sprzęt turystyczny, sposoby dostępu do przestrzeni bagażowej i możliwości jej kształtowania oraz wymienne całe panele nadwozia, umożliwiające łatwą i tanią budowę wersji pochodnych.